# Засекин, Пётр Фёдорович Ноговица Пёстрый
Князь Пётр Фёдорович Засекин по прозванию Ноговица Пёстрый (ум. 1537) — русский наместник и воевода во времена правления Василия III Ивановича и Ивана IV Васильевича Грозного.
Из княжеского рода Засекиных (ярославской линии Рюриковичей).
Второй сын князя Фёдора Ивановича Засекина по прозванию "Смелый". Имел братьев, князей: Ивана Фёдоровича по прозванию "Баташ", Юрия Фёдоровича по прозванию "Сорока Хромой" и Михаила Фёдоровича.

## Биография
В 1520-1521 годах второй воевода в Стародубе. В 1530 году первый наместник в Путивле. В 1531 году послан вторым воеводою Передового полка по крымским вестям из Путивля в Одоев. В 1532 году второй воевода сперва в Туле, а потом на Белом колодезе. В 1533 году при нашествии  хана Саип-Гирея послан из Коломенского в Коломну.
Участник русско-литовской войны 1534—1537 годов. В 1534 году первый воевода в Путивле. В 1536 году воевода на заставе против татар, далее в должности первого воеводы возглавлял гарнизон нововозведённой крепости Себеж. Когда к крепости подступило 20-тысячное польско-литовское войско во главе с Андреем Немировичем и Яном Глебовичем, Засекин умело действовал в ходе осады Себежа, завершившейся вылазкой гарнизона и разгромом осаждавших на тонком льду Себежского озера. В честь этого события Елена Глинская велела построить в Себеже Троицкий собор.
В 1537 году князь Пётр Фёдорович Засекин, во время нашествия казанцев в костромскую область послан вторым воеводою в Кострому, где погиб в стычке с казанскими татарами под Костромой. Не собрав достаточно ратных людей, воеводы поторопились вступить в сражение и потерпели неудачу.
По родословной росписи показан бездетным.